# Gare de Seclin
Gare de Seclin vasútállomás Franciaországban, Seclin településen.

## Vasútvonalak
Az állomást az alábbi vasútvonalak érintik:
- Párizs-Lille-vasútvonal

## Kapcsolódó állomások
A vasútállomáshoz az alábbi állomások vannak a legközelebb:
- Gare de Wattignies - Templemars
- Gare de Phalempin
- Gare de Libercourt
- Gare de Lille-Flandres